# Jean-Luc Mélenchon
Jean-Luc Mélenchon (Tânger, Marrocos, 19 de agosto de 1951) é um político francês, atual líder do movimento França Insubmissa (La France insoumise) que fundou em fevereiro de 2016. Foi o candidato deste partido na eleição presidencial de 2017.

## Biografia
Nascido em Marrocos, Jean-Luc Mélenchon mudou-se para a França com 11 anos de idade. Formado em filosofia, ele foi uma das lideranças do movimento estudantil durante os eventos políticos de maio de 1968. Professor de profissão e trotskista, foi Ministro da Educação no governo de Lionel Jospin, tendo decidido sair do Partido Socialista Francês em 2008, para fundar o Partido de Esquerda. Ele foi co-presidente deste partido até agosto 2014, quando anunciou a sua demissão.
Foi candidato às eleições presidenciais francesas de 2012 onde foi o quarto mais votado (11,1%) e às eleições de 2017, chegando à mesma posição do primeiro turno mas com um melhor resultado (19.58%). Nas eleições presidenciais francesas de 2022, na primeira volta, ficou em terceiro lugar com 21,95% dos votos.

## Visão política
Como candidato à presidência da França, propôs a redução da jornada de trabalho, das atuais 35 para 32 horas semanais, e também da idade de aposentadoria, para 60 anos, além do aumento do salário mínimo e o reforço da seguridade social, em parte através de impostos progressivos, taxando em 100% todo rendimento acima de 33 mil euros mensais. Mélenchon propôs, também, abandonar a energia nuclear, responsável por cerca de 75% da eletricidade gerada na França, e reestatizar o grupo nacional de energia EDF, parcialmente privatizado.